# Loch Bracadale
 (décembre 2020).
Si vous disposez d'ouvrages ou d'articles de référence ou si vous connaissez des sites web de qualité traitant du thème abordé ici, merci de compléter l'article en donnant les références utiles à sa vérifiabilité et en les liant à la section « Notes et références ».

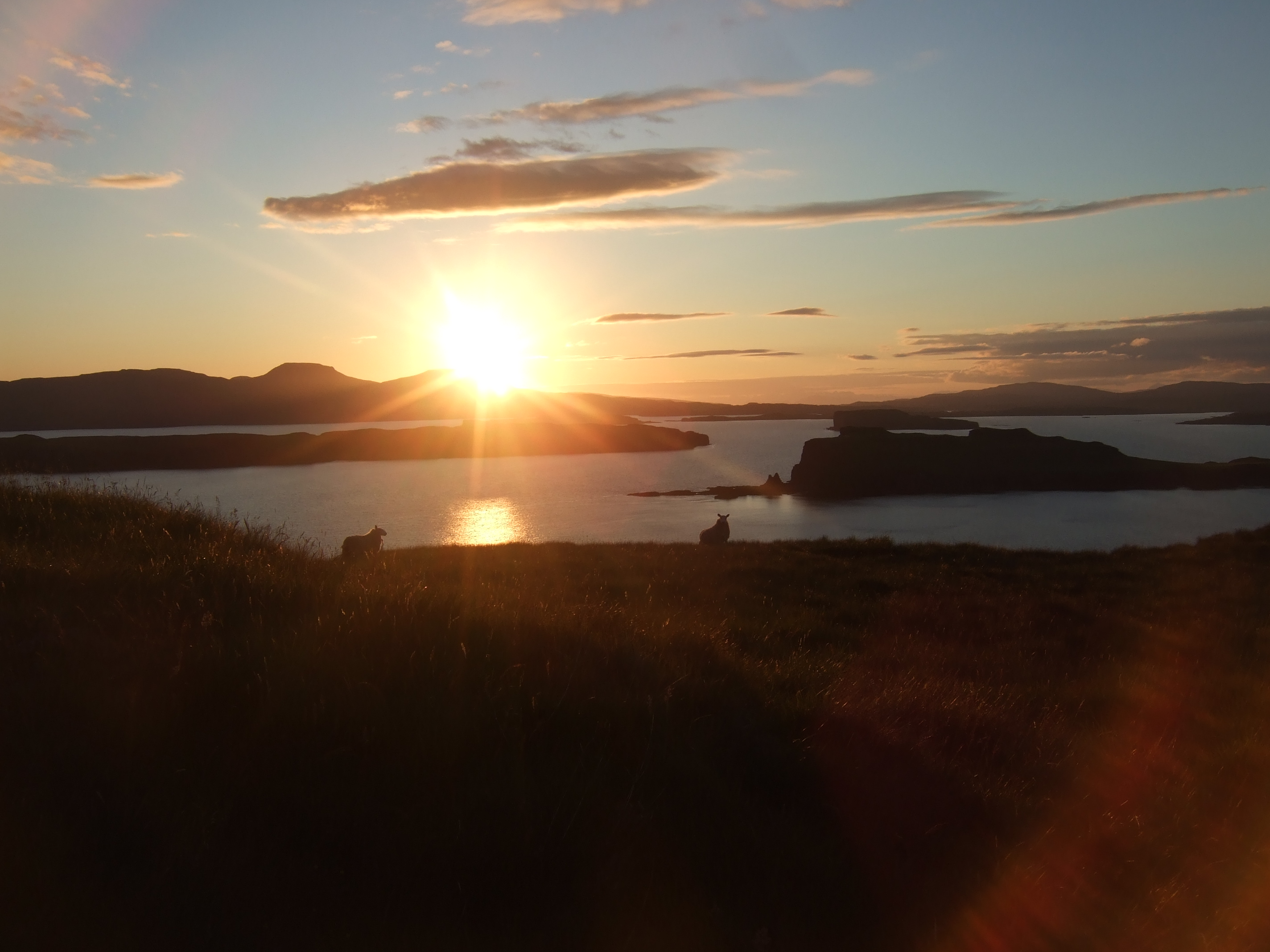
Point de vue vers le nord-ouest à Fiskavaig : loch Bracadale au premier plan et, vers le large, les îles d'Oronsay, de Wiay, de Tarner et d'Harlosh.

Le loch Bracadale (loch Bracadail en gaélique écossais) est une baie de la côte ouest de l'île de Skye, en Écosse, dans l'archipel des Hébrides.

## Description
Le loch Bracadale et ses branches (loch Harport, loch Vatten, loch Caroy, loch Bharcasaig, loch na Faolinn et loch Beag) forment l'un des plus grands bras de mer inclus dans les terres de l'île de Skye.
Le loch contient plusieurs îles : Harlosh Island, Tarner Island, Wiay et la presqu'île d'Oronsay au large d'Ullinish.
À l'ouest du loch, au niveau d'Idrigill Point, se trouvent les Macleod's Maidens, des aiguilles rocheuses semblables à celle d'Étretat.

## Pêche
Les eaux peu profondes du loch sont aussi bien exploitées pour la pisciculture et la mytiliculture que pour la plongée sous-marine.